# Pujòlo

Pujòlo, du Val d'Aran

Pujòlo est une subdivision traditionnelle du Val d'Aran (Catalogne, Espagne) utilisée comme circonscription territoriale pour les élections au Conseil Général d'Aran. Il comprend les communes de Salardú, Gessa, Tredòs et Bagergue, maintenant dans le Naut Aran.
C'est durant le XVIe siècle que cette subdivision de la vallée en 6 terçons (et non plus originellement en « tiers ») est apparue à partir de l'ancien terçón de Garòs. Depuis la restauration de la structure administrative traditionnelle du Val d'Aran en 1990, Pujòlo choisit 2 des 13 Conseillers du Conseil Général d'Aran.